# Koninginnebuurt
De Koninginnebuurt is een buurt in de Haarlemse wijk Haarlemmerhoutkwartier in stadsdeel Haarlem Zuid-West. In deze buurt zijn de straatnamen onder andere vernoemd naar het Koninklijk Huis zoals; Prins Clausstraat, Wilhelminapark, Noorder- en Zuider Emmakade, Julianastraat, Pr. Amaliaplaats, Soestdijkstraat, Koninginneweg. Maar ook straten zoals de Tempeliersstraat, Olieslagerslaan, Van Eedenstraat, Lorentzplein en Wagenweg. De buurt telt zo'n 2.945 inwoners.
De noordelijke grens van de buurt wordt bepaald door de Raamsingel, de oostelijke door het Houtplein en Wagenweg, de zuidelijke door de Schouwtjeslaan en de westelijke door de Leidsevaart.